# Singapore Challenger 1988
Il Singapore Challenger 1988 è stato un torneo di tennis facente parte della categoria ATP Challenger Series nell'ambito dell'ATP Challenger Series 1988. Il torneo si è giocato a Singapore in Singapore dal 24 al 30 ottobre 1988 su campi in erba.

## Vincitori

### Singolare
Steve Guy ha battuto in finale  Paul Chamberlin con il punteggio di 4–6, 7–6, 7–6

### Doppio
Tim Pawsat /  Brad Pearce hanno battuto in finale  Zeeshan Ali /  Mark Ferreira con il punteggio di 3–6, 6–4, 6–3